# Tetros

D-Erytros

D-Treos

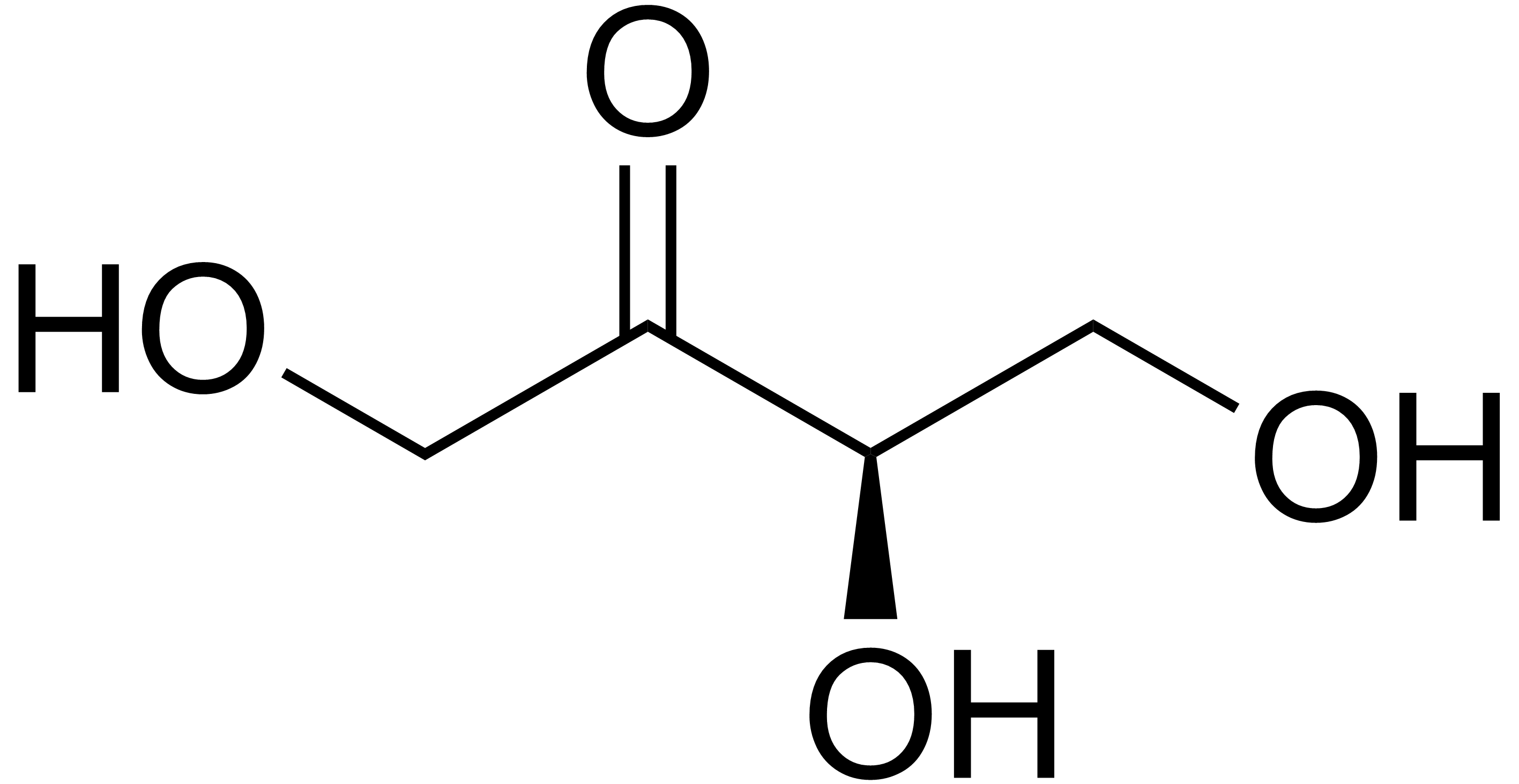
D-Erytrulos

Tetroser är monosackarider med fyra kolatomer. De har antingen en aldehydgrupp i position 1 och kallas då aldotetroser eller en  ketongrupp i position 2  och kallas då ketotetroser.
Aldotetroserna har två chirala centrum och därför är fyra stereoisomerer möjliga. 
Naturligt förekommande aldotetroser är:
- D-Erytros
- D-Treos

Ketotetroserna har ett chiralt centrum och därför finns två stereoisomerer — Erytrulos (L- och D-form).
Endast D-erytrulos förekommer naturligt. 